# Líska (přírodní památka)
Líska je přírodní památka ev. č. 216 severovýchodně od města Česká Kamenice v okrese Děčín. Oblast spravuje AOPK ČR Správa CHKO Lužické hory. Důvodem ochrany je ochrana lesních společenstev charakteru suťových lesů a květnatých bučin s masovým výskytem měsíčnice vytrvalé (Lunaria rediviva) a s výskytem dalších zvláště chráněných druhů rostlin zejména lilie zlatohlavá (Lilium martagon), árón plamatý (Arum maculatum).